# Cabinet des Tableaux du roi
Le Cabinet des Tableaux du roi est, sous l'Ancien Régime, une administration qui relève de la Surintendance des Bâtiments du roi et dont la mission est de gérer la collection de peintures des rois de France, Louis XIV, Louis XV et Louis XVI, de 1670 à 1794.
Il est installé à Versailles dans l'hôtel de la Surintendance.

## Missions
Sa mission principale est la conservation et de l'entretien des tableaux de la collection du roi. Cette collection, constituée pour l'essentiel par Louis XIV, comprend des peintures "ordinaires" et beaucoup de chefs-d'œuvre (Léonard de Vinci, Raphaël...) qui sont aujourd'hui pour la plupart exposés au musée du Louvre.
Le Cabinet des Tableaux est également chargé de la décoration des appartements royaux. Il est ainsi amené à gérer les accrochages et décrochages dans les demeures royales.
Il doit enfin assumer la diffusion de l'image du roi et bénéficie, à cette fin, d'une exclusivité de la commande de copies des portraits royaux.

## Histoire
Le Cabinet est créé en 1670 par le roi Louis XIV pour la gestion de ses collections de peinture. Louis XIV en confie la direction au peintre Charles Le Brun.
Un certain nombre d'inventaires des collections sont établis dont celui qui est rédigé par Louis-Jacques Durameau en 1784 lorsqu'il est nommé garde des Tableaux ; conservé à la bibliothèque de l'Institut national d'histoire de l'art, ce document qui recense 1122 tableaux s'accompagne de dessins et d'un répertoire alphabétique des peintres et des peintures.
Au cours de la Révolution, le Cabinet fait l'objet de plusieurs inventaires et mises sous scellés successives. Les tableaux sont progressivement transférés au palais du Louvre, constitué en tant que musée le 10 août 1793.

## Organisation
Le Cabinet des Tableaux relève de la Surintendance des Bâtiments du roi, qui gère les chantiers royaux, les résidences royales et les manufactures correspondantes. 
Il est dirigé par un Garde ordinaire placé sous la direction d'un Garde général, lui même, placé sous l'autorité du Surintendant des Bâtiments.
Le premier Garde est le peintre Charles Le Brun, jusqu'en 1690. Lui succédent Christophe Paillet jusqu'en 1715 (en tant que Garde ordinaire), François Stiemart jusqu'en 1740, Jacques-André Portail jusqu'en 1759, Jean-Baptiste Massé jusqu'en 1767, Étienne Jeaurat jusqu'en 1789 et enfin Louis Jean-Jacques Durameau jusqu'à la fermeture de l'institution en 1794.

## Cabinet de copistes
L'une des missions du Cabinet est de diffuser les portraits du roi et des membres de la famille royale, incarnation du roi, auprès des institutions administratives, des membres de la famille royale ou de la haute noblesse, des congrégations religieuses ou encore des Souverains étrangers.
À cette fin, le Cabinet emploi des peintres copistes qui reproduisent les portraits modèles réalisés par des maîtres comme Jean-Marc Nattier, Louis-Michel van Loo ou Quentin de La Tour. 
Ces copistes, souvent mal considérés, doivent donc reproduire ces modèles. Ils ont cependant la possibilité d'interpréter ces modèles et peuvent par ailleurs être sollicités pour d'autres réalisations (œuvres décoratives, portraits…).  
Le Cabinet comprend entre quatre et sept copistes. Il en compte quatre en 1753, Prévost, Henry-Philippe-Bon Coqueret (1735-1807), La Roche (beau-frère de Nattier) et Jean-Martial Frédou (1710-1795). Ils sont rejoints, en 1780, par Jean-François Lassave et par deux fils de Louis-Michel Van Loo, Louis-Amédée et François puis, en 1785, au gré des départs, par Moulineuf et Fournier. 